# Charles Sulpice Flament

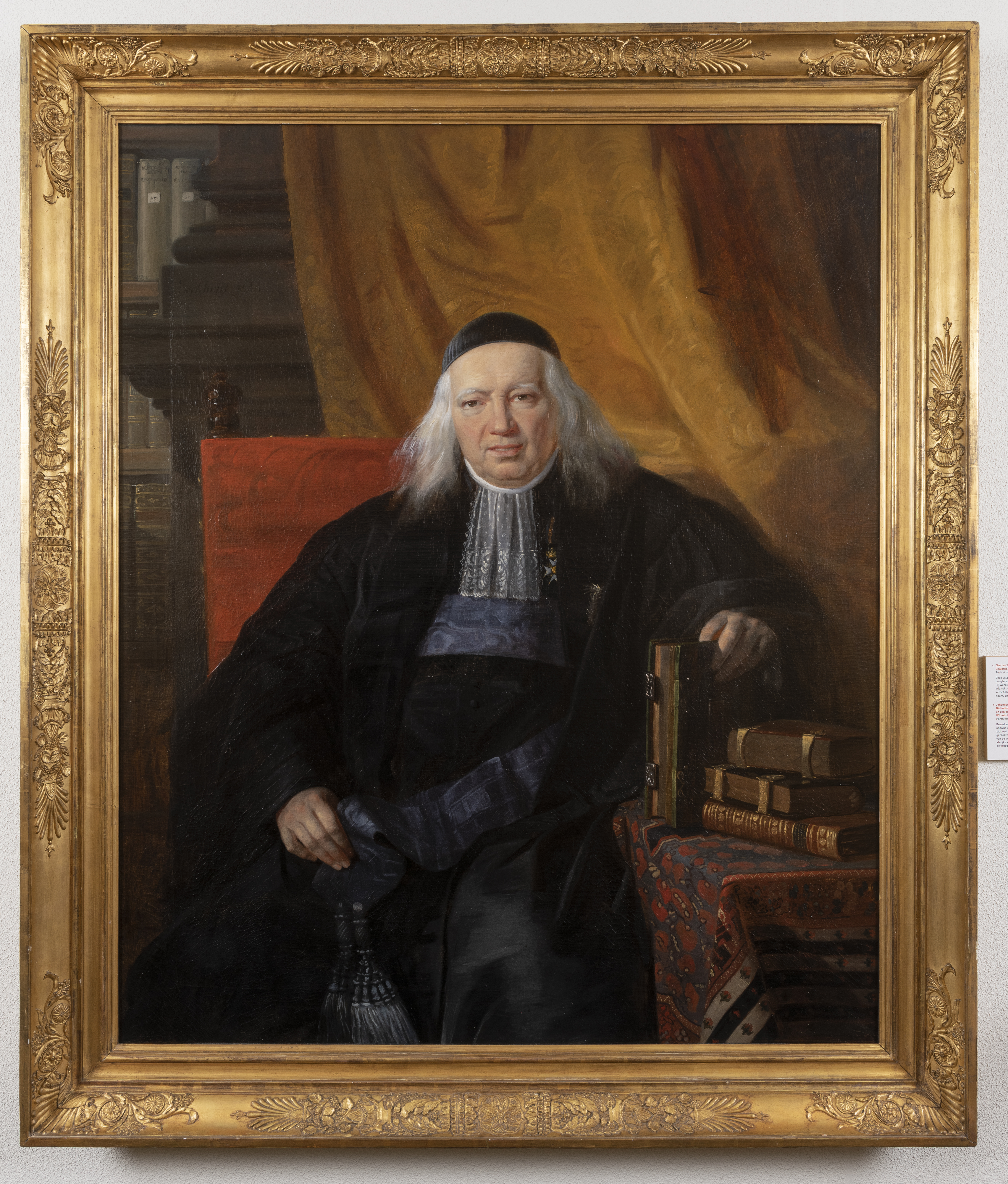
Portret van Charles Sulpice Flament door Jacobus Josephus Eeckhout (gedateeterd 1834)

Charles Sulpice Flament (Grivesnes, 18 januari 1758 - Den Haag, 23 september 1835) was een Franse priester, van 1798 tot 1811 custos en van 1811 tot 1835 bibliothecaris van de Koninklijke Bibliotheek.
Flament was geestelijke en ontvluchtte in 1794 Frankrijk omdat hij de eed aan de constitutie niet af wilde leggen. Na een kort verblijf in Utrecht vestigde hij zich als vertaler in Den Haag. Toen in 1798 de Nationale Bibliotheek opgericht werd op basis van de collectie van de naar Engeland gevluchte stadhouder Willem V, werd Flament tot custos benoemd. Twee jaar later al publiceerde hij de eerste catalogus van de bibliotheek: de Catalogus van de boeken der Nationale Bibliotheek (1800), met latere supplementen.
Zijn betrekking tot de bibliotheek was nauw verweven met de politieke situatie. Onder koning Lodewijk Napoleon werd hij bibliothecaris van de Koning, en in 1807 zijn secretaris. Vanaf 1809 kon hij zich weer helemaal aan de bibliotheek wijden doordat hij van de koning een pensioen gekregen had. Nadat Lodewijk Napoleon in 1810 had moeten aftreden, werd de bibliotheek overgedragen aan de stad ’s Gravenhage. Flament werd daarmee tijdelijk stadsbibliothecaris (15 Mei 1812). Toen op 19 juni 1814 de bibliotheek aangeboden werd aan de in Nederland teruggekeerde Koning Willem I, werd de bibliotheek weer Koninklijke Bibliotheek en Flament bibliothecaris. Deze functie bleef hij vervullen tot zijn dood in 1835.
Daarnaast was Flament Inspecteur van de Leidsche Academie (vanaf 1811). In die functie werd hij in 1834 geschilderd door Jacobus Josephus Eeckhout.
- Bibliothèque nationale de France: cb150851229 (data)
- Biografisch Portaal: 67494427
- Digitale Bibliotheek voor de Nederlandse Letteren: flam002
- Gemeinsame Normdatei: 1069205397
- International Standard Name Identifier: 0000 0000 0243 1243
- Nederlandse Thesaurus van Auteursnamen: 070036179
- Virtual International Authority File: 64298121
- WorldCat: E39PBJkXtc6mrgG4TYfb8KxkXd